# Benjamin Tucker
Benjamin Tucker (ur. 17 kwietnia 1854 w Dartmouth, zm. 22 czerwca 1939 w Monako) – amerykański anarchoindywidualista oraz redaktor i wydawca anarchistycznego periodyku „Liberty".

## Wczesne życie
Urodził się 1854 w Dartmouth jako syn Abnera Ricketsona Tuckera i Caroline Almy Cummings. Swoje imię otrzymał po swoim dziadku, Benjamine Ricketson Tuckerze. W latach 1870–1872 Tucker uczęszczał na Massachusetts Institute of Technology. Wtedy to zaczął interesować się anarchizmem, a przede wszystkim po spotkaniu starszego od siebie Williama Batcheldera Greene'a, z którym zostali bliskimi przyjaciółmi. Dzięki Williamowi poznał innych wpływowych anarchistów, m.in. Ezra Heywooda oraz Josiaha Warrena. W tamtym czasie związał się także z Victorią Woodhull, z którą był 1872 do 1875. Powodem zakończenia ich relacji, było burzliwe życie polityczne Victorii, która w tamtym okresie była często aresztowana i prześladowana.
Tucker znał dobrze kilka języków, dlatego zaczął tłumaczyć dzieła znanych europejskich anarchistów. Jego pierwszym przetłumaczonym pismem było Co to jest własność? autorstwa Pierre-Josepha Proudhona. Tłumaczył także prace Michaiła Bakunina, Piotra Kropotkina, Victora Hugo, Nikołaja Czernyszewskiego i Lwa Tołstoja. Pisał w The Word oraz w Radical Review. 

## Poglądy
Tucker uważał anarchizm za część szerszego ruchu socjalistycznego. Ostro sprzeciwiał się państwowemu socjalizmowi i był zwolennikiem socjalizmu rynkowego oraz socjalizmu wolnościowego, który nazywał socjalizmem anarchistycznym. Połączył klasyczną ekonomię Adama Smitha i socjalistów ricardiańskich, a także Josiaha Warrena, Karola Marksa i Pierre-Josepha Proudhona z koncepcjami socjalistycznymi. Sprzeciwiał się kapitalizmowi i uważał się za socjalistę ze względu na wiarę w teorię wartości pracy i kwestionował wiele definicji słownikowych tego terminu, które uważał za niedokładne.
Tucker twierdził, że kiepska kondycja materialna amerykańskich robotników jest powodowana przez legalny monopol przejawiający się na czterech płaszczyznach:
1. monopol pieniężny
2. monopol ziemi
3. cło
4. patenty

Jego poglądy skupiały się na kontroli jaką państwo sprawowało w zakresie handlu oraz waluty. Twierdził, że odsetki i zysk są forma wyzysku, możliwą do realizowania poprzez zmonopolizowaną bankowość, która to utrzymywana była poprzez przymus. Tucker nazywał wszelkie odsetki i zysk "lichwą", która miała być podstawą ucisku robotników. Jak sam twierdził:

Odsetki są kradzieżą, wypożyczoną kradzieżą, i zysk jest jedynie inną nazwą grabieży.

Określał anarchizm jako doktrynę, która opowiada się za tym, aby wszelkie sprawy dotyczące człowieka były podejmowane przez niego samego, bądź przez dobrowolnie zakładane stowarzyszenia, a państwo powinno zostać zlikwidowane.

## Prywatne życie
Jego życiową partnerką była Pearl Johnson, z którą nigdy nie wziął formalnego ślubu. W 1879 urodziła im się córka Oriole.